# Méhoudin

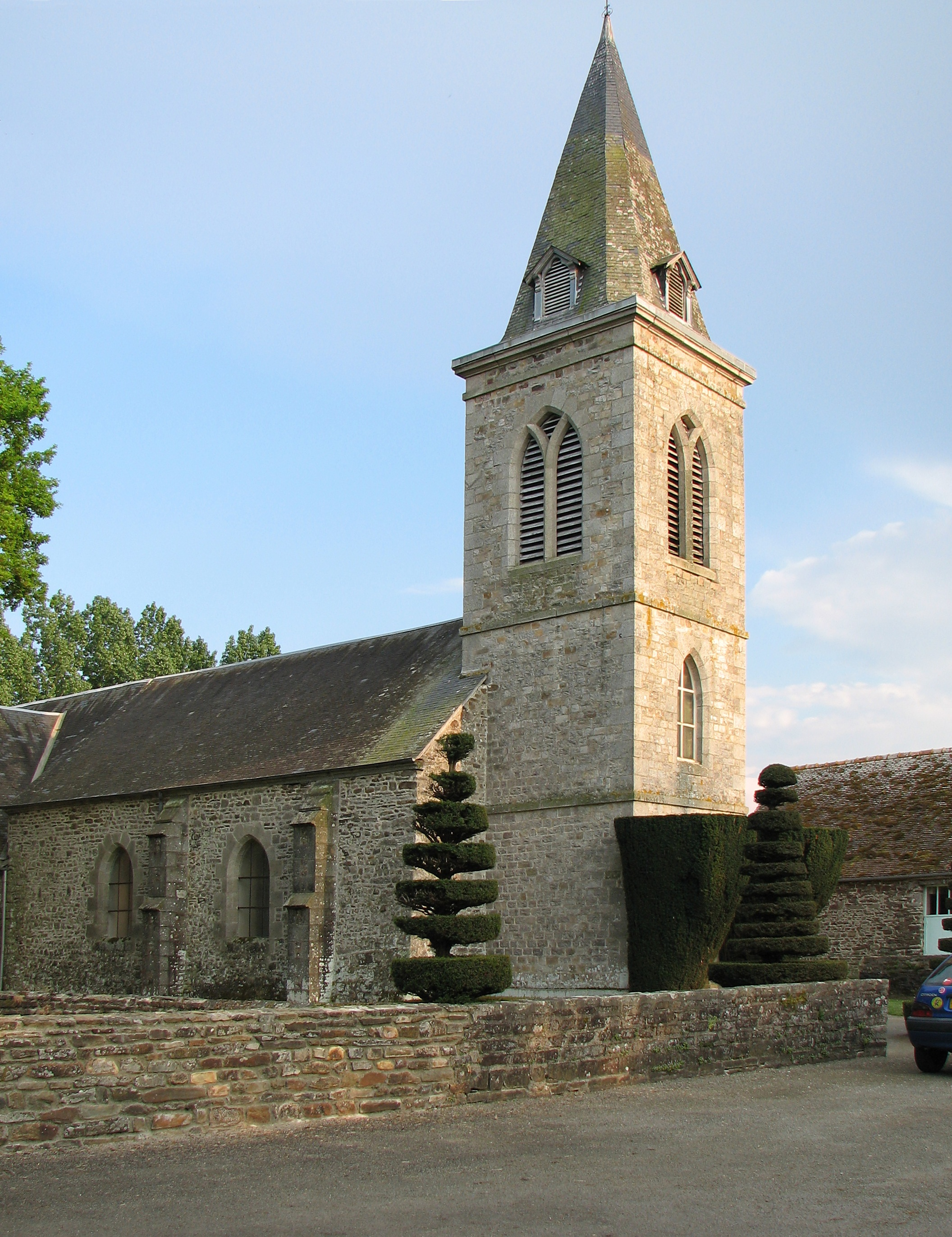
Kerk

Méhoudin is een gemeente in het Franse departement Orne (regio Normandië) en telt 109 inwoners (2009). De plaats maakt deel uit van het arrondissement Alençon.

## Geografie
De oppervlakte van Méhoudin bedraagt 3,8 km², de bevolkingsdichtheid is dus 28,7 inwoners per km².
De onderstaande kaart toont de ligging van Méhoudin met de belangrijkste infrastructuur en aangrenzende gemeenten.

## Demografie
Onderstaande figuur toont het verloop van het inwonertal (bron: INSEE-tellingen).